# 庫切里夫卡 (蘇梅州)
51°43′59″N 34°11′13″E / 51.73306°N 34.18694°E
庫切里夫卡（烏克蘭語：Кучерівка）是位於烏克蘭東北部的村莊，由蘇梅州紹斯特卡區的埃斯曼市鎮負責管轄。該村距離基輔12公里，面積5平方公里，海拔高度179米，2001年人口778。